# Scania 4-serie
De Scania 4-serie is een serie vrachtwagenmodellen die in 1995 werd geïntroduceerd door de Zweedse vrachtwagenfabrikant Scania. Het is de opvolger van de 3-serie. De 4-serie werd geleverd met vijf verschillende soorten dieselmotoren, drie cabinetypes en vier types chassis. De motoren zijn dezelfde motoren als in de 3-serie, plus een 12 liter 6 cilinder lijnmotor en een 16 liter V8. 
In Europa werd de serie in 2004 opgevolgd door de Scania PRT-serie, maar de productie ging in Brazilië door tot 2007. De serie is ontworpen door Bertone.
De serie werd in 1996 uitgeroepen tot Truck van het jaar.

## Ontwerp
Het ontwerp van het voertuig is gebaseerd op dat van de 3-serie, met dummy luchtinlaten, vergelijkbare radiatorgrille en dezelfde koplampen. De radiatorgrille is horizontaal in twee delen gedeeld, en het onderste gedeelte kan neergeklapt worden om te worden gebruikt als bank of als opstap voor het wassen van de voorruit.
De bumpers in deze serie zijn van metaal (C en G modellen) of kunststof (L model, tegen meerprijs in C en G).

## Modellen
Van het modelnummer van de voertuigen uit de 4-serie wordt meestal alleen het eerste gedeelte vermeld, dat bestaat uit een letter, 3 cijfers en een letter, bijvoorbeeld: R124L. Dit modelnummer staat vaak, zonder de eerste letter, rechts op de voorzijde van het voertuig.
De eerste letter van het modelnummer geeft het cabinetype aan: (G: frontstuur, vast gemonteerd, P: frontstuur, geveerd, R: frontstuur, geveerd, verhoogd, T: torpedofront).
Het laatste cijfer in het modelnummer is bij de 4-serie altijd een 4. Het eerste deel van het cijfer geeft de cilinderinhoud aan: 9, 11, 12, 14 of 16 liter.
De letter achter de cijfers beschrijft het chassistype. In de 4-serie is deze code gewijzigd ten opzichte van eerdere series (de letters zijn L, D, C en G in de 4-serie versus M(edium duty/middelzwaar), H(eavy duty/zwaar) en E(xtra-heavy duty/extra zwaar voor de 2- en 3-serie):
- L – voor lange afstanden op gladde en verharde wegen. Hoog draagvermogen binnen wettelijke gewichten.
- D – voor korte afstanden op gladde en verharde wegen. Hoog draagvermogen binnen wettelijke gewichten.
- C – voor korte afstanden op zeer hobbelige, losse en onverharde wegen. Grotere bodemvrijheid.
- G – voor korte en lange afstanden op oneffen verharde of onverharde wegen. Hoog laadvermogen.

Ten slotte staat links voor op de cabine vaak een driecijferig getal dat het motorvermogen in paardenkracht aangeeft. Dit kan variëren van 220 tot 580 pk.

## Militair gebruik

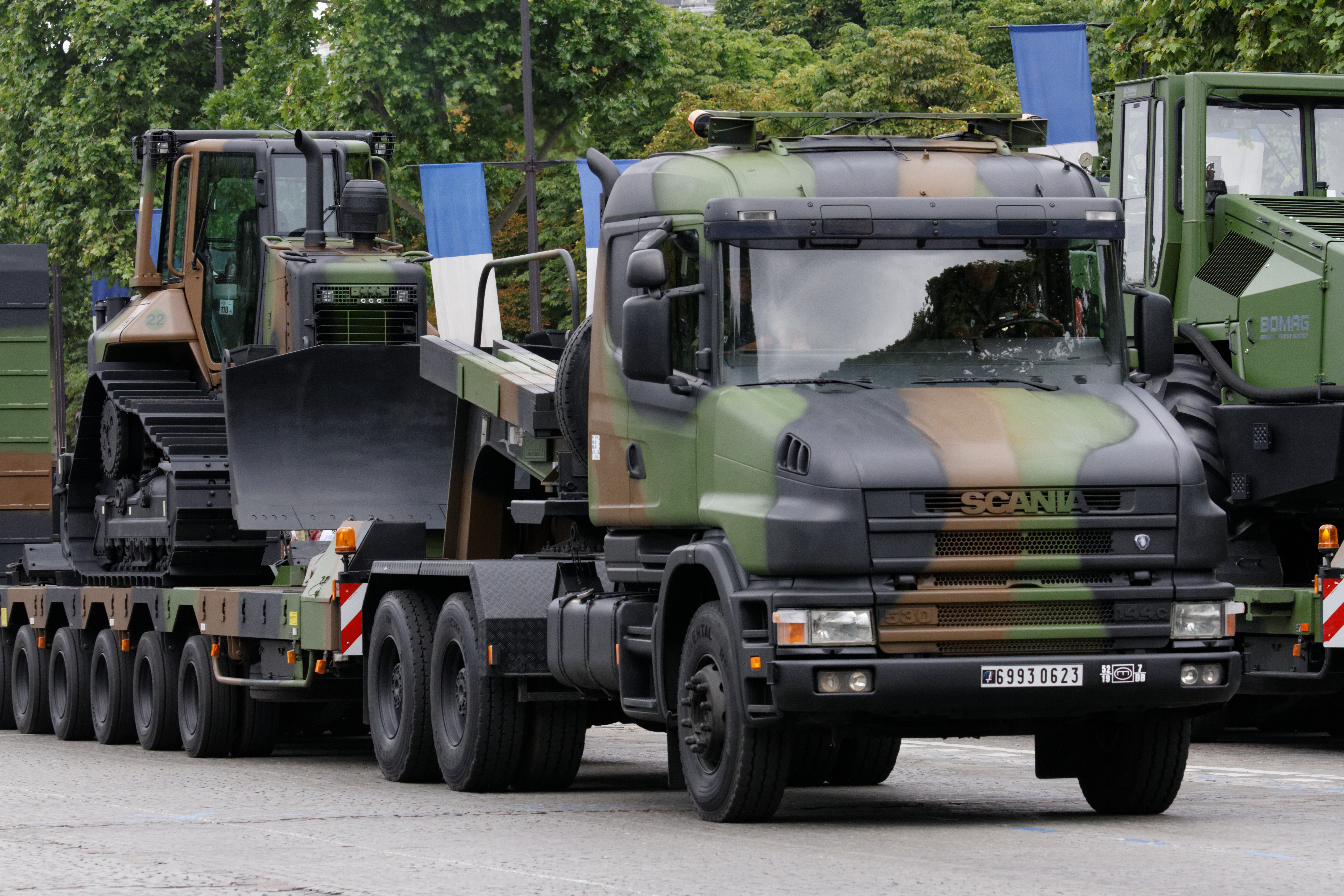
Scania T114GB tanktransporter van de Franse krijgsmacht met Caterpillar D6 rupsdozer

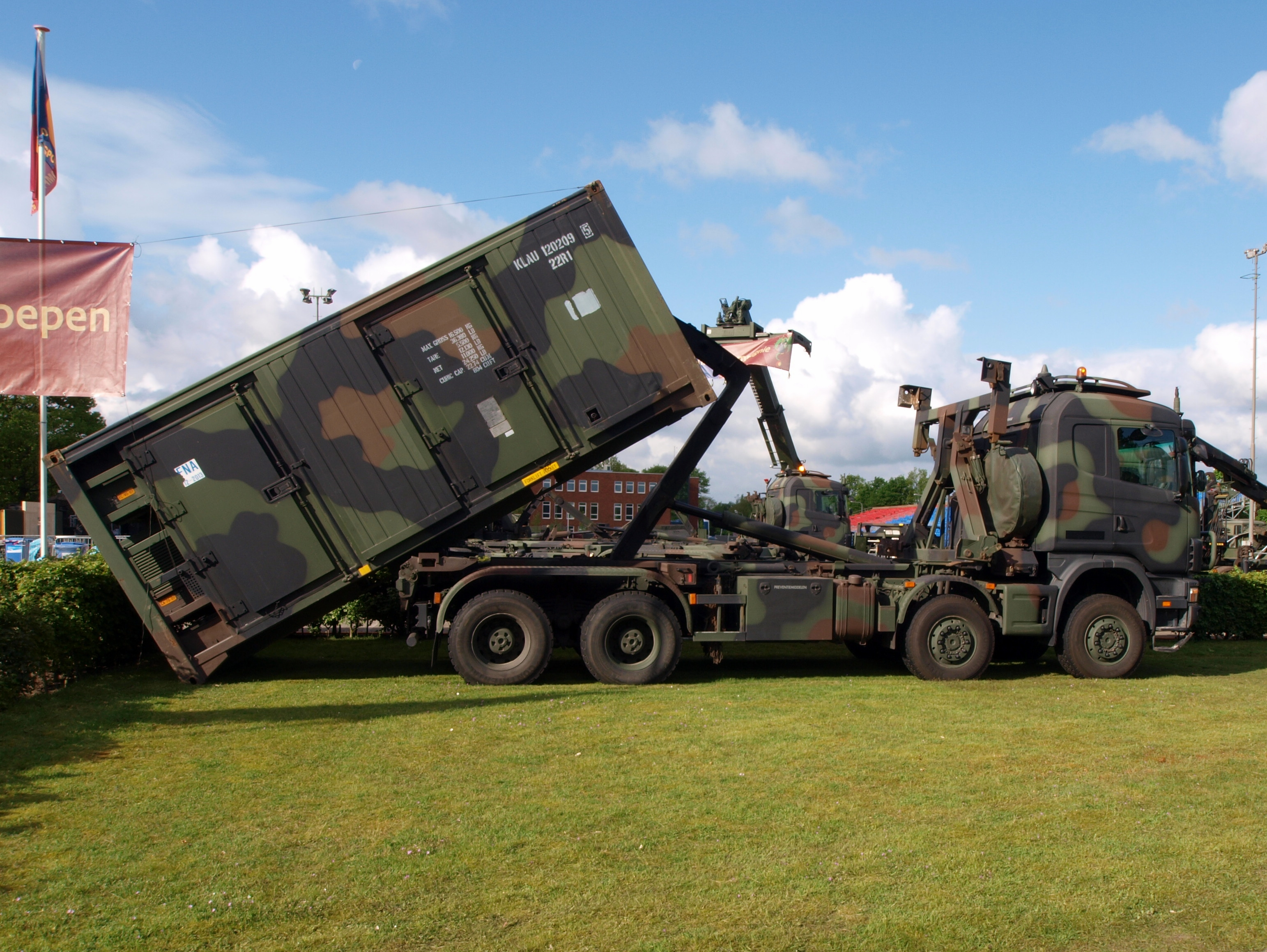
Scania WLS CHU van de Nederlandse Landmacht zet een container af

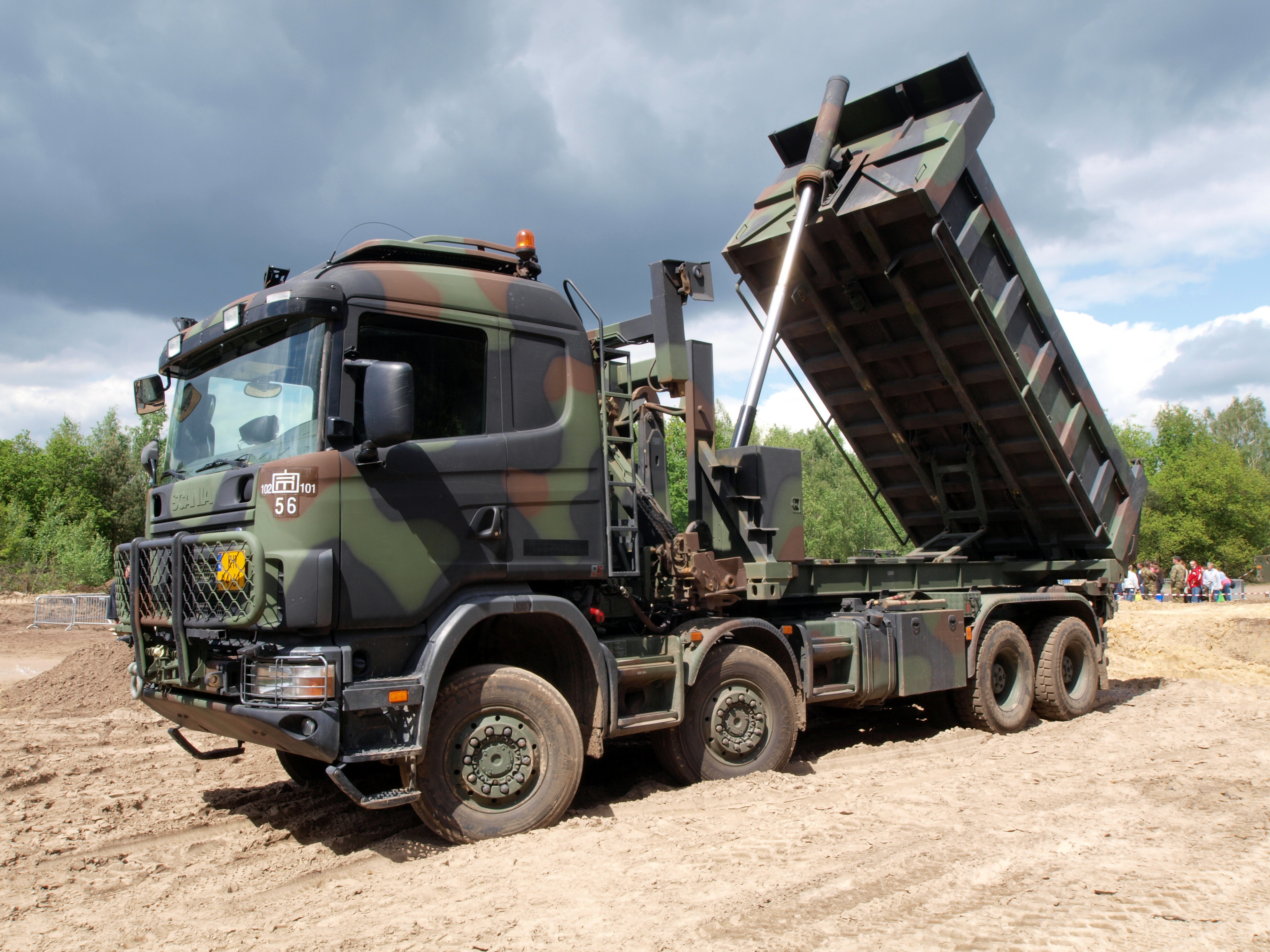
Scania WLS van de Nederlandse Landmacht als kipper

Voertuigen uit de Scania 4-serie worden – al dan niet in speciale militaire uitvoeringen -  gebruikt in vele landen.
De Scania T144GB trekker wordt met verschillende soorten opleggers onder andere gebruikt als tanktransporter en is bij de krijgsmachten van o.a. Zweden, België en Frankrijk in gebruik.
De Landcomponent van de Belgische Krijgsmacht beschikt sinds 2002 over 26 Scania T144GB trekkers met Lohr opleggers. Deze worden vanaf 2024 vervangen door 9 DAF CF Military 8x8 Heavy Transport met drie-assige uitschuifbare Broshuis dieplader.
De Zweedse krijgsmacht gebruikt naast Scania T144GB trekker ook de Scania P124 6x6 met haakarm en de Scania P124 8x8 met ballistische bescherming met haakarm.
De Franse krijgsmacht gebruikt naast de Scania T144GB trekker ook de Scania CCP10 die is afgeleid van Scania R114CB.

### Nederlandse Krijgsmacht
In 2004 en 2005 ontving de Nederlandse Krijgsmacht 555 Scania R124CB wissellaadsystemen (WLS) plus 98 Burg BPA 10-10 ACXAX WLS aanhangwagens. Het totale investeringsbedrag bedroeg 158 miljoen euro. De wagens worden gebruikt voor het vervoer van standaard containers of flatracks. De voertuigen zijn gebouwd door de Scania fabriek in Zwolle.
De cabine biedt plaats aan 5 inzittenden, en het interieur is eenvoudig om te bouwen tot 2 slaapplaatsen. De cabine kan voorzien worden van ballistische bescherming tegen klein kaliber munitie, antipersoneelsmijnen en granaatscherven. De voertuigen zijn standaard voorzien van vele veiligheidsvoorzieningen, zoals airbag, dobli-spiegel, zij-inrijbeveiliging en een veiligheidscabine die voldoet aan de Zweedse veiligheidseisen, die strenger zijn dan de Europese.
Er zijn twee varianten: een WLS met CHU (container handling unit, d.w.z. haakarm en containerframe) waarmee een chauffeur zelfstandig ladingen op de vrachtwagen trekken of op de aanhangwagen duwen, of lossen. En een WLS met ALK (autolaadkraan), waarmee een flatrack geladen of ontladen kan worden.
De WLS voertuigen zijn in gebruik bij alle krijgsmachtdelen. Ze zijn uitgevoerd in het standaard 3-kleuren camouflagepatroon dat in de jaren ’90 werd ingevoerd bij de Nederlandse Krijgsmacht (bronsgroen RAL 6031, lederbruin RAL 8027 en turfzwart RAL 9021) met uitzondering van de wagens van de KMar, die blauw zijn.
Defensie sloot voor de voertuigen en aanhangwagens een full-service onderhoudscontract met Scania.
| Naam                       | Vrachtwagen 165 kN WLS                            |
| Merk/type                  | Scania R124CB 420HZ 165 kN 8x8/4                  |
| In gebruik sinds           | 2004                                              |
| bemanning                  | 5 (2 bemanning + 3 passagiers)                    |
| lengte                     | 9,68 m                                            |
| breedte                    | 2,54 m                                            |
| hoogte                     | 3,77 m                                            |
| maximaal gewicht (beladen) | 39.000 kg                                         |
| motor                      | Scania DC12-01, 6-cilinder TD lijnmotor, Euro III |
| motorvermogen              | 308 kW (420 pk) bij 1.900 tpm                     |
| brandstof                  | diesel                                            |
| tankinhoud                 | 400 liter                                         |
| laadvermogen               | maximaal 16.500 kg                                |
| max. snelheid              | 90 km/u                                           |
| draaicirkel                | 26,0 m                                            |
| waadvermogen               | 0,75 m                                            |

## Galerij

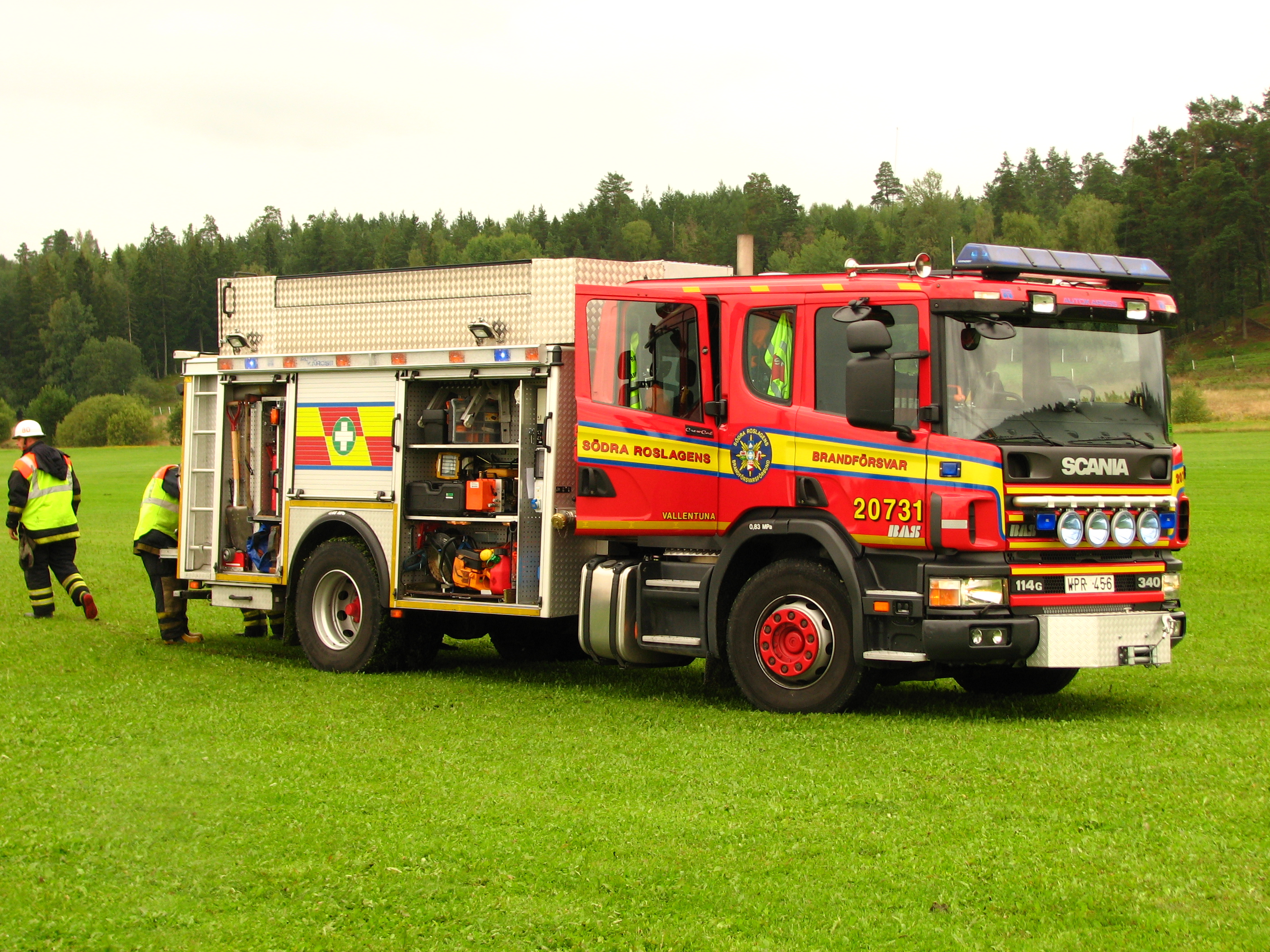
Scania 114G 340 brandweerwagen
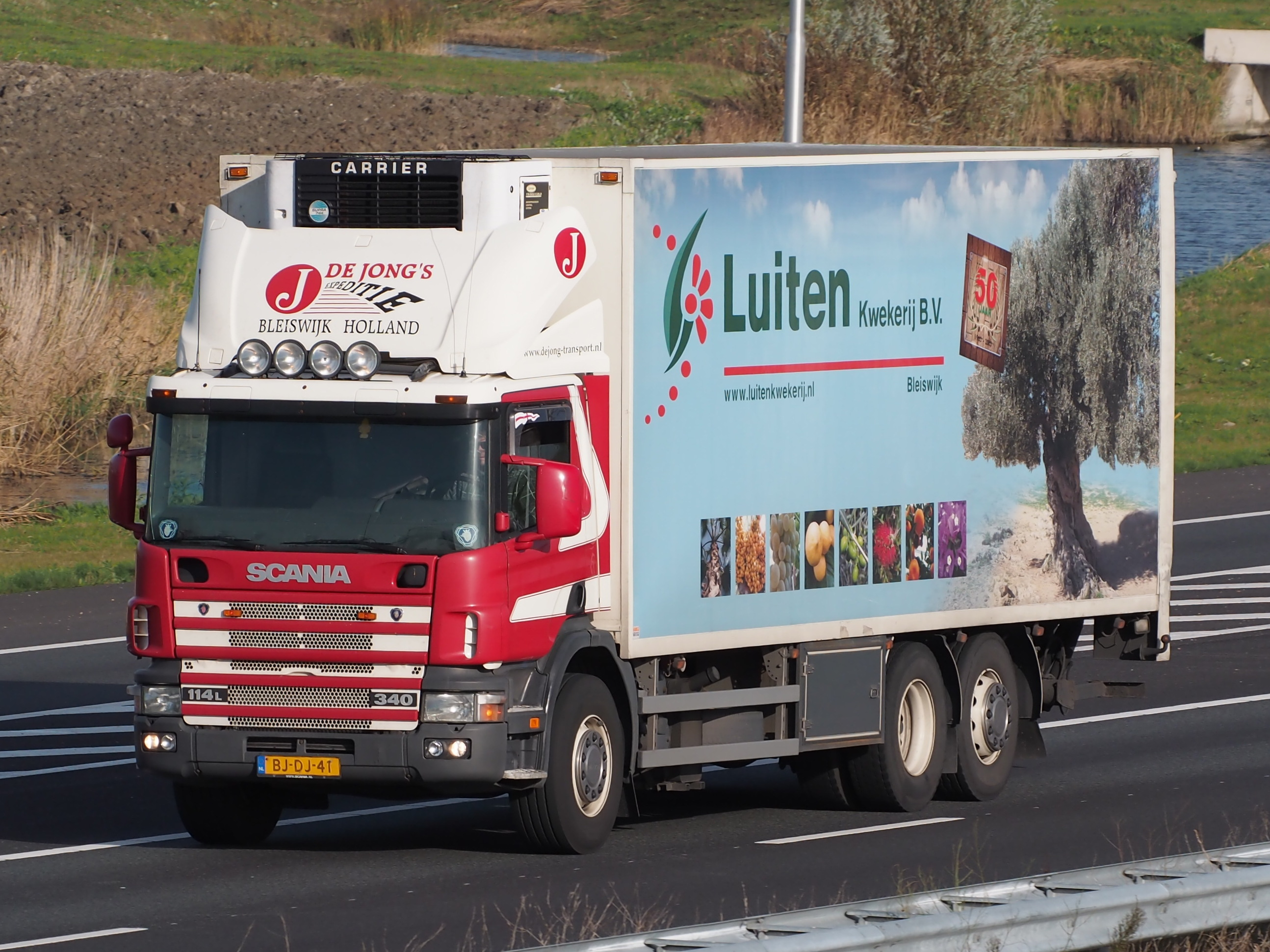
Scania 114L 340 nabij Hoofddorp
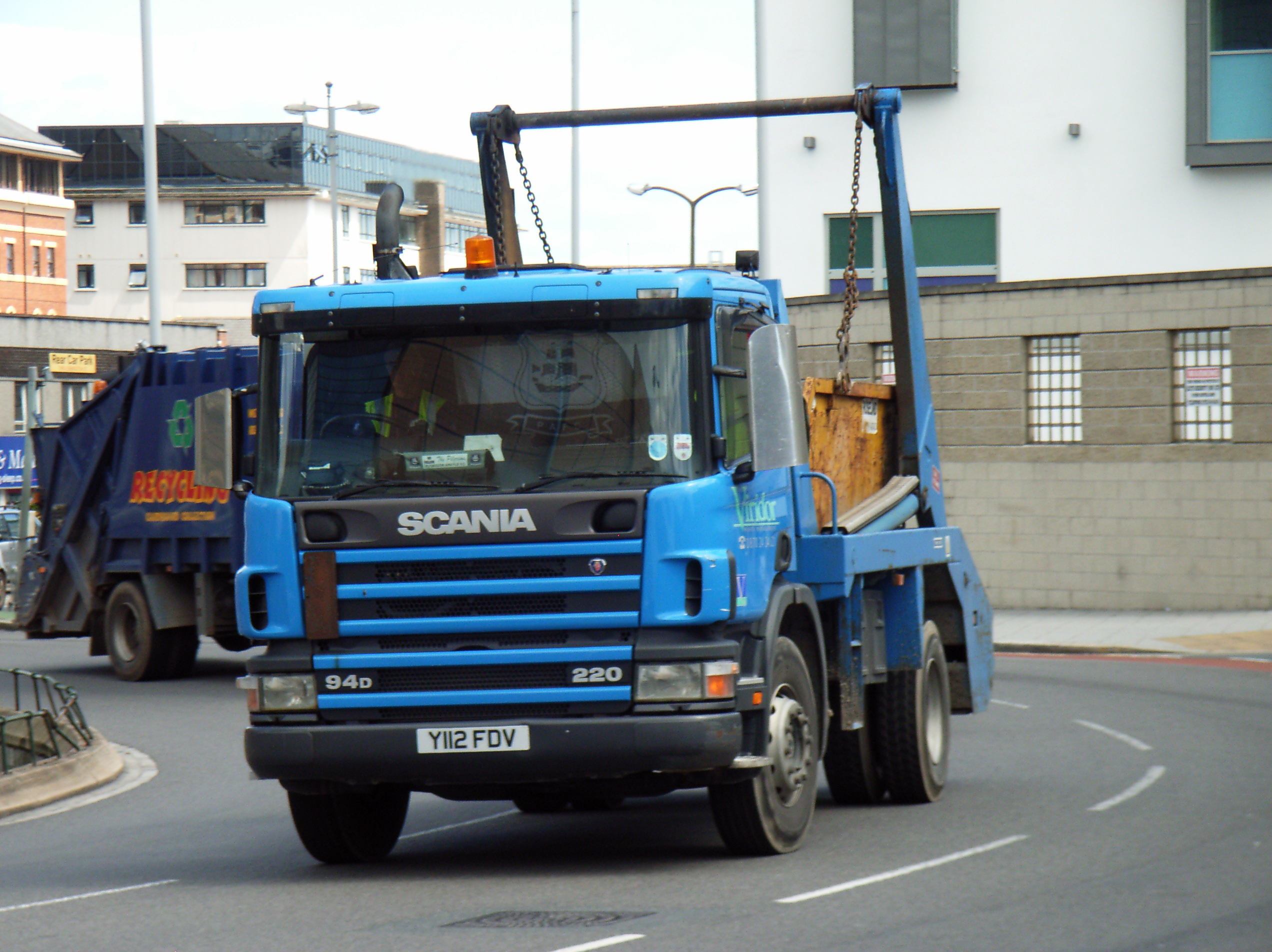
Scania 94D 220 portaalarm-containerwagen
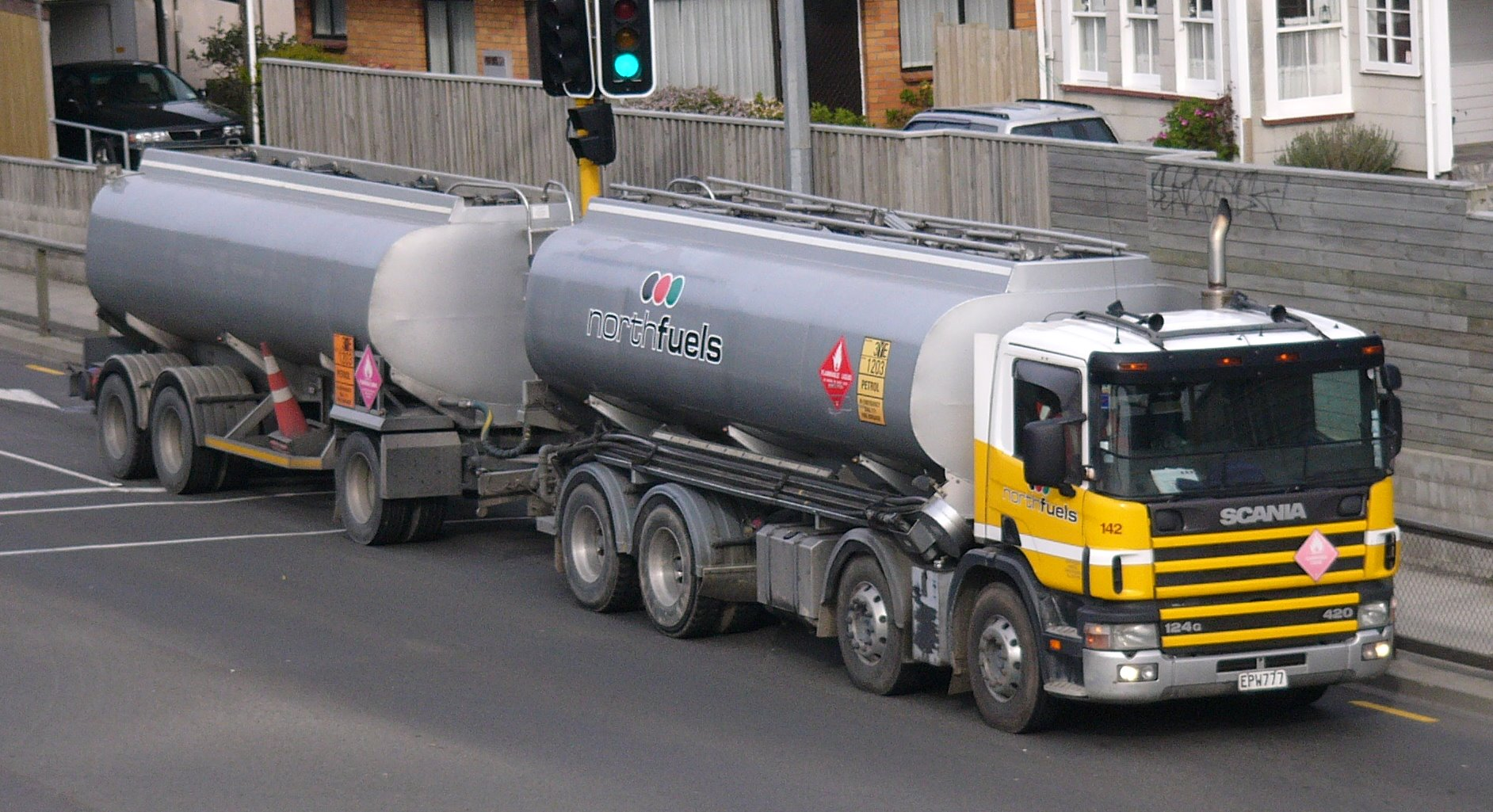
Scania 124G 420 8x4 in Nieuw-Zeeland
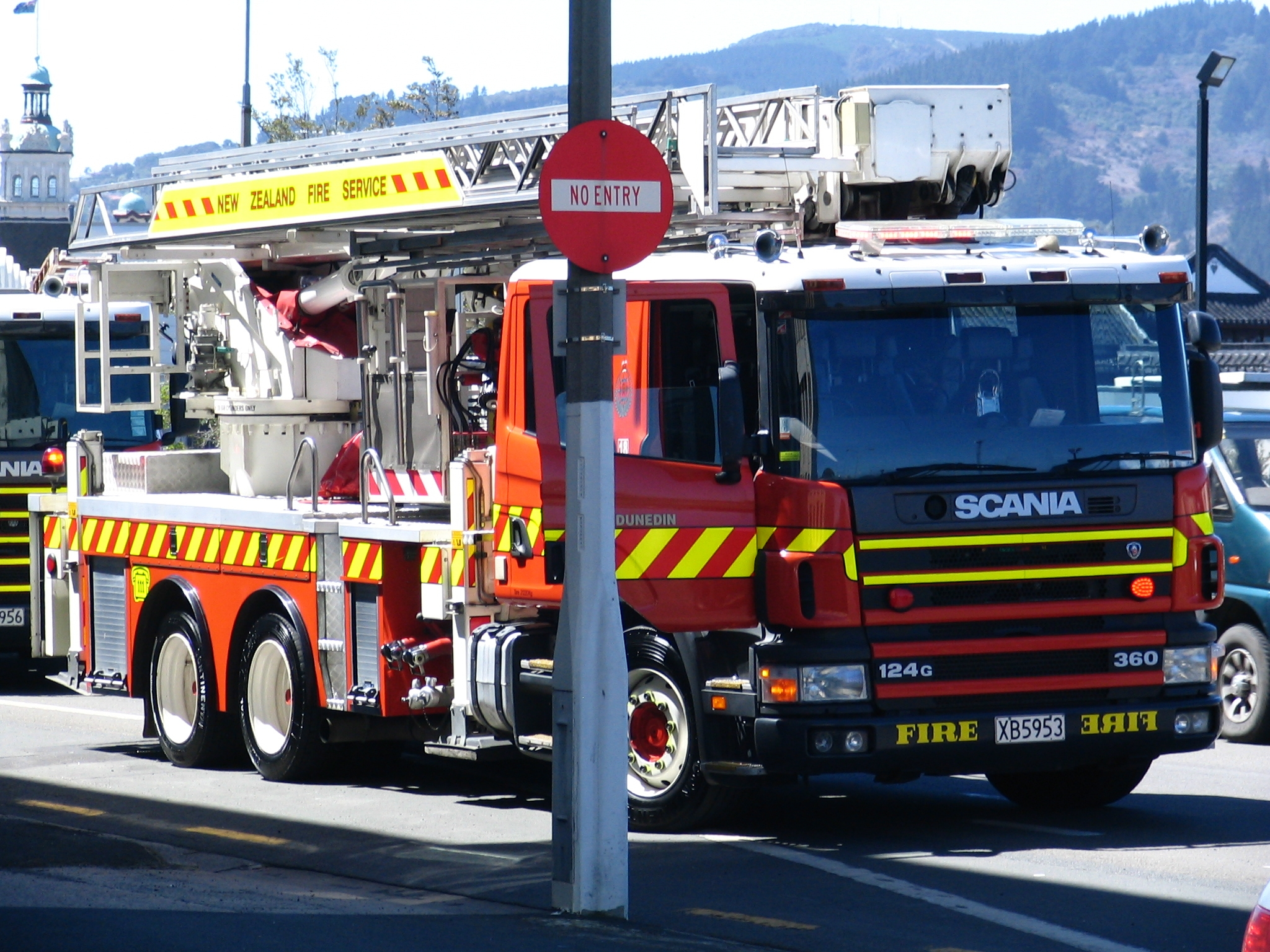
Scania 124G 360 ladderwagen van de brandweer in Nieuw-Zeeland
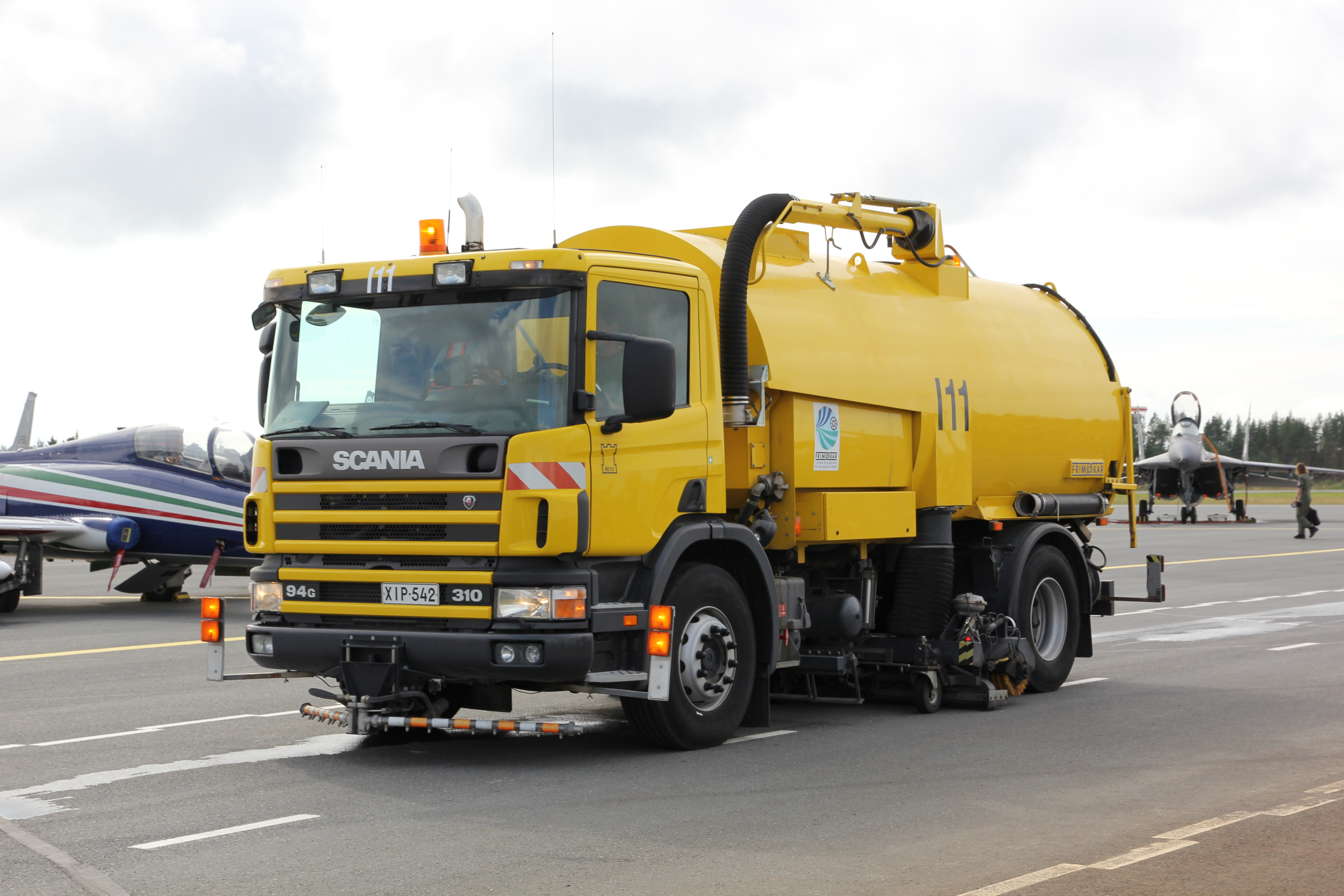
Scania 94G 310 veegwagen op het vliegveld van Oulu
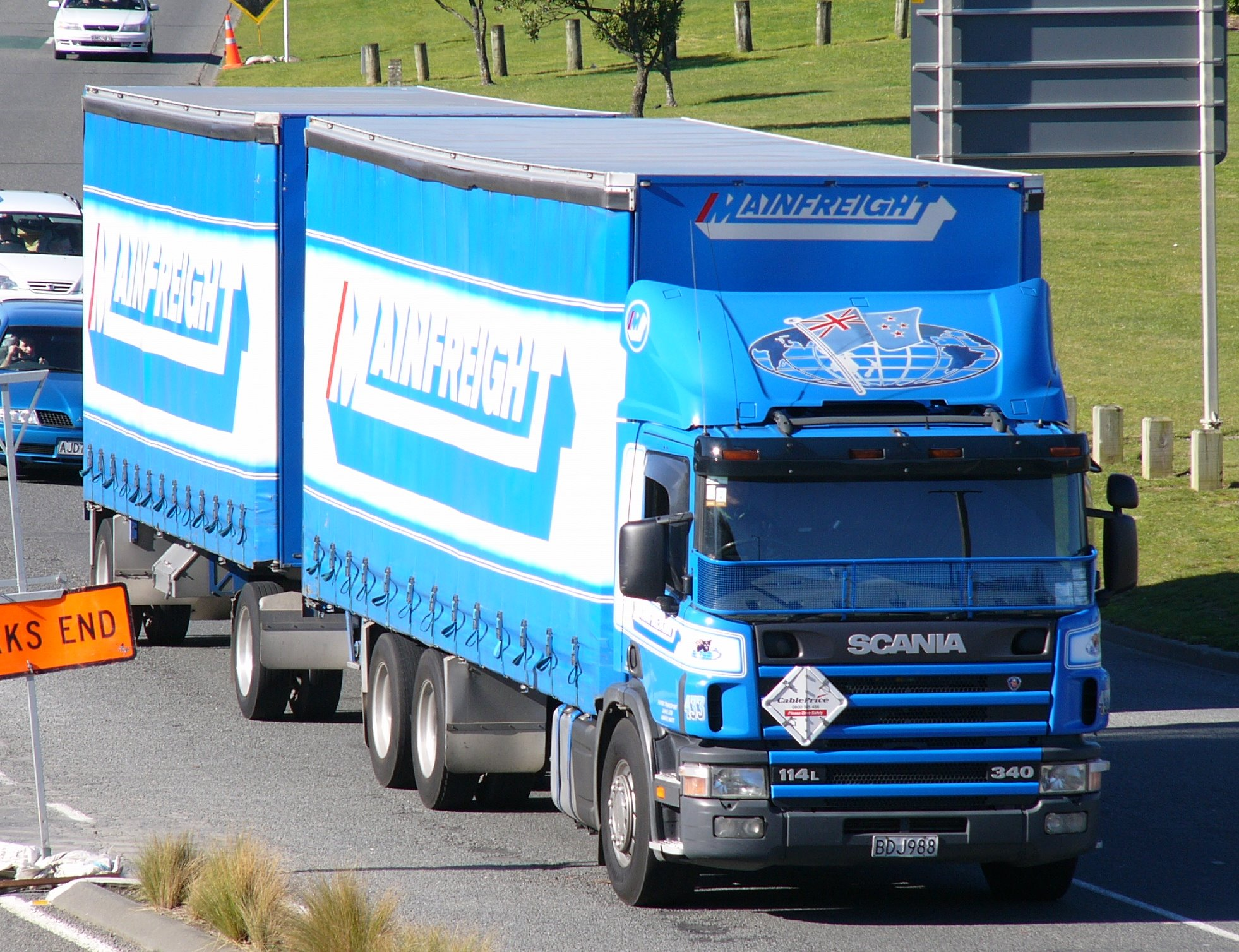
Scania 114L 340 in Nieuw-Zeeland
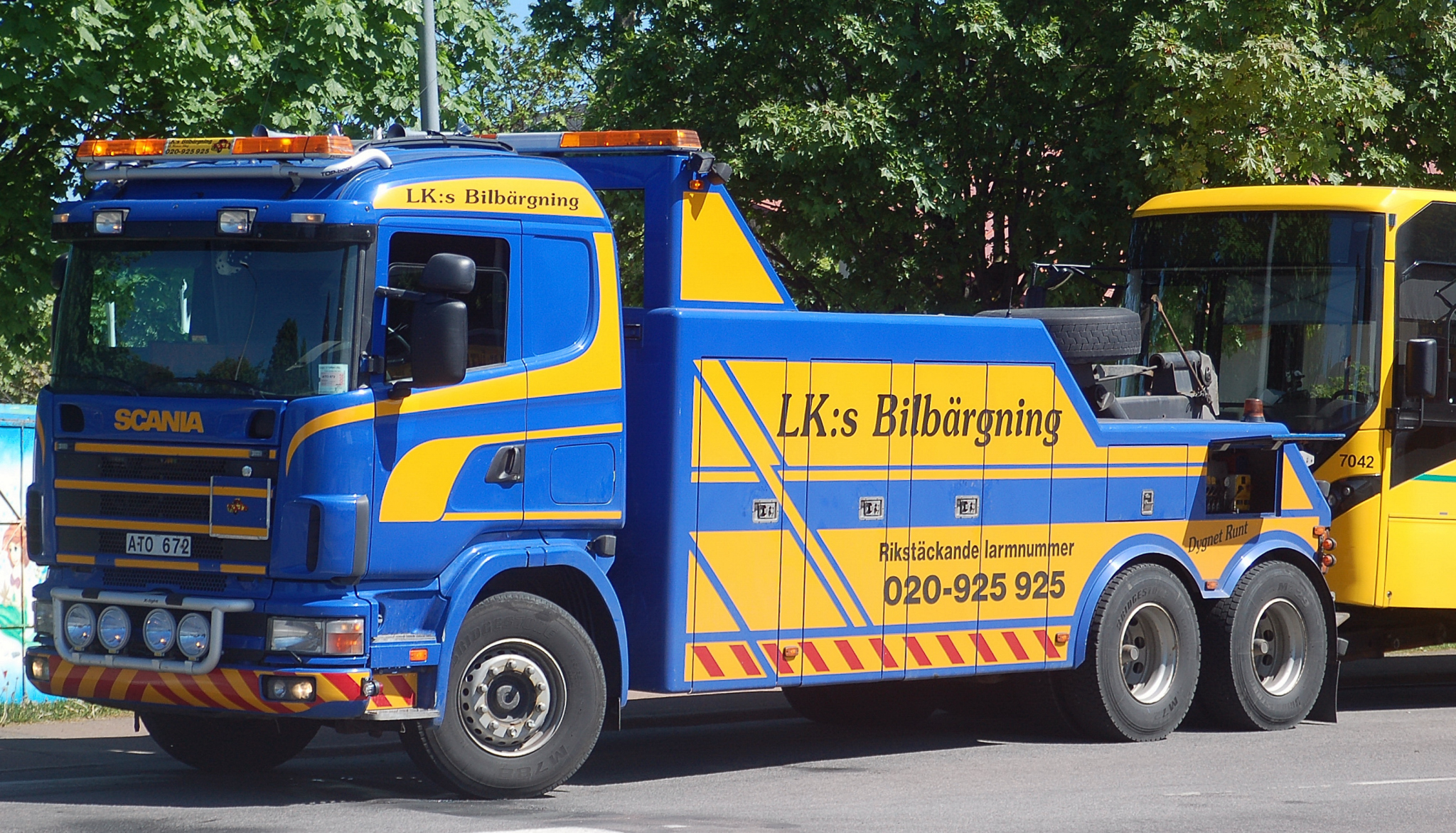
Scania 144R 530 bergingsvoertuig
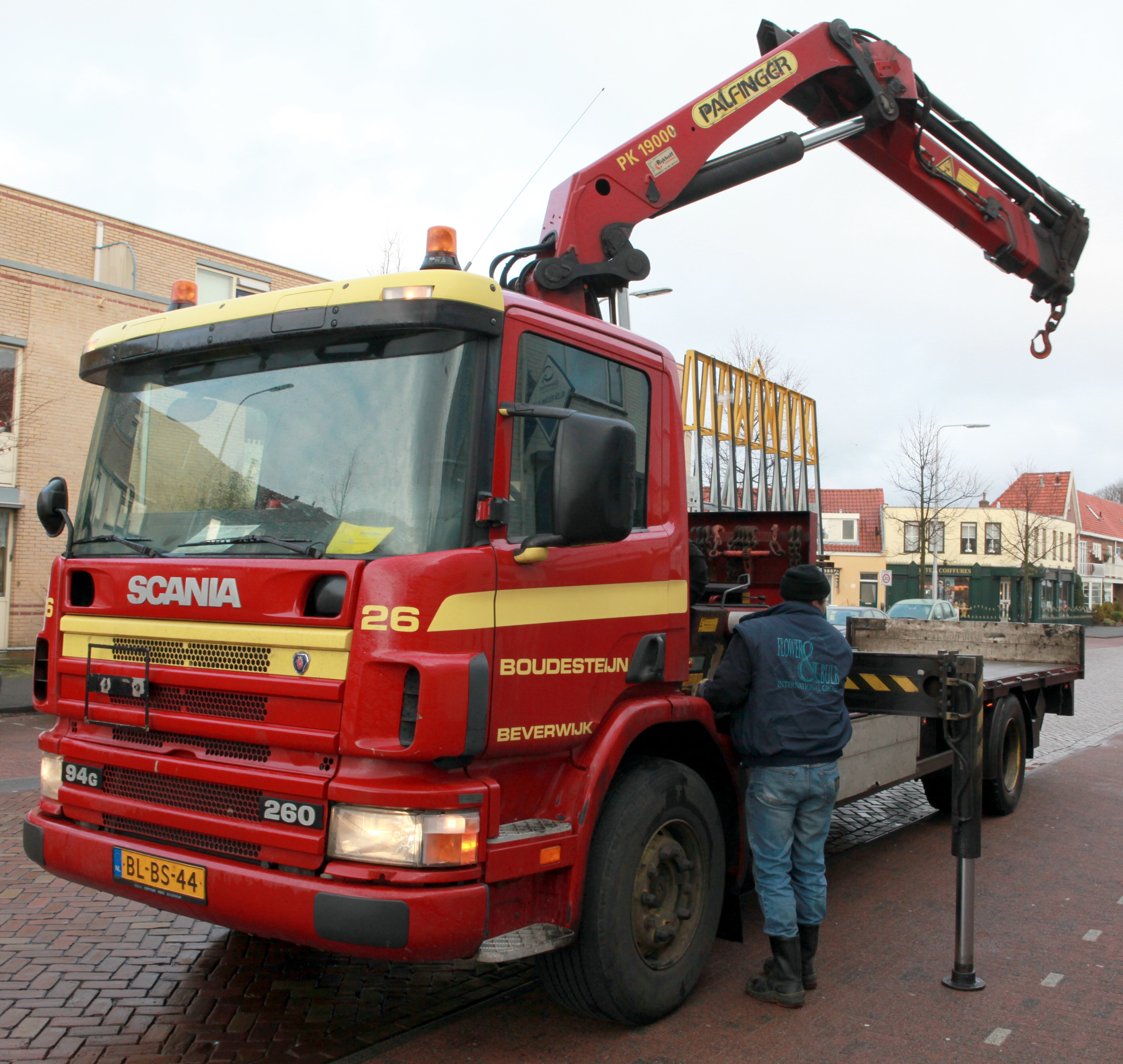
Scania 94G 260 met autolaadkraan
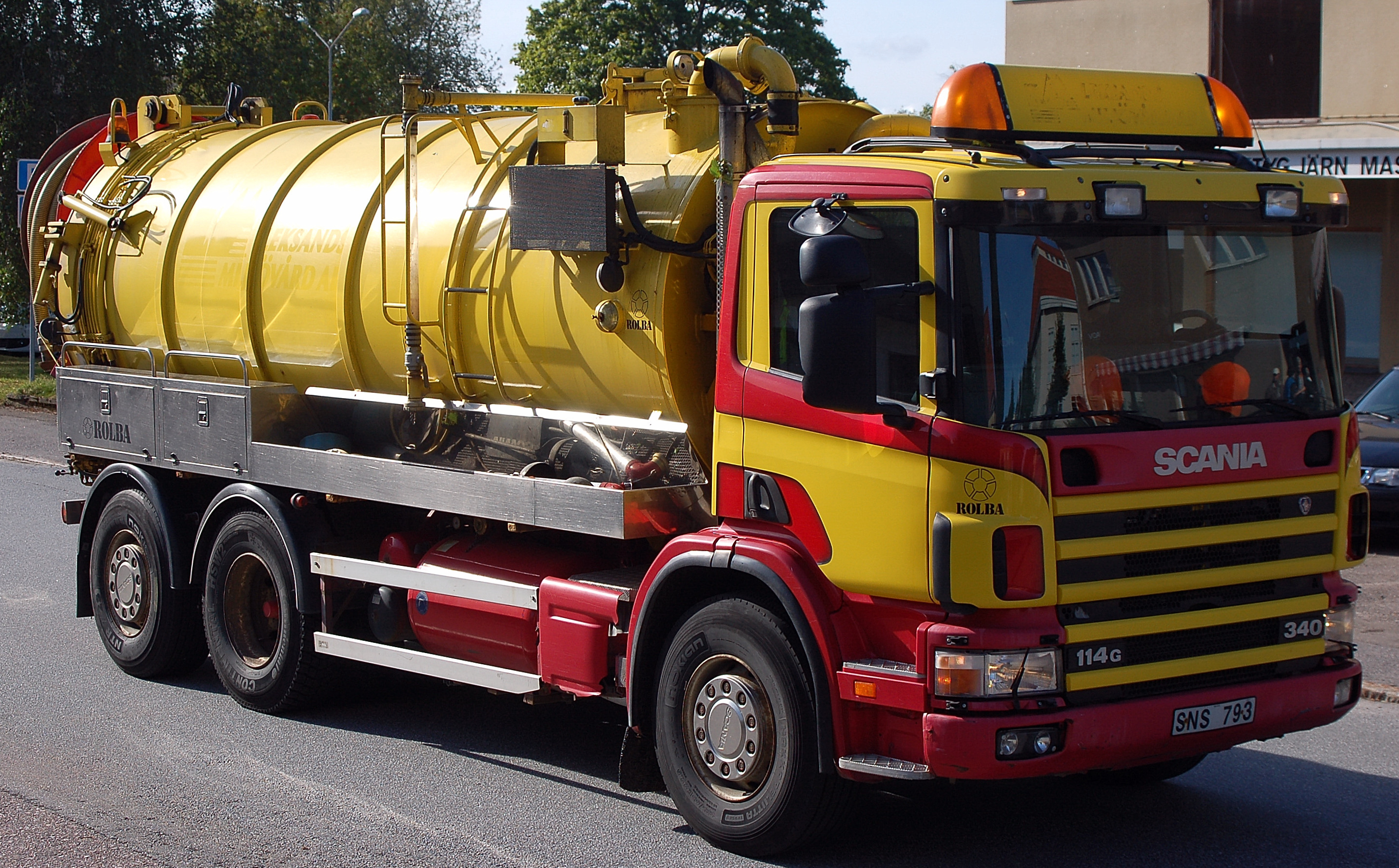
Scania 114G 340 met rioolreinigingsinstallatie
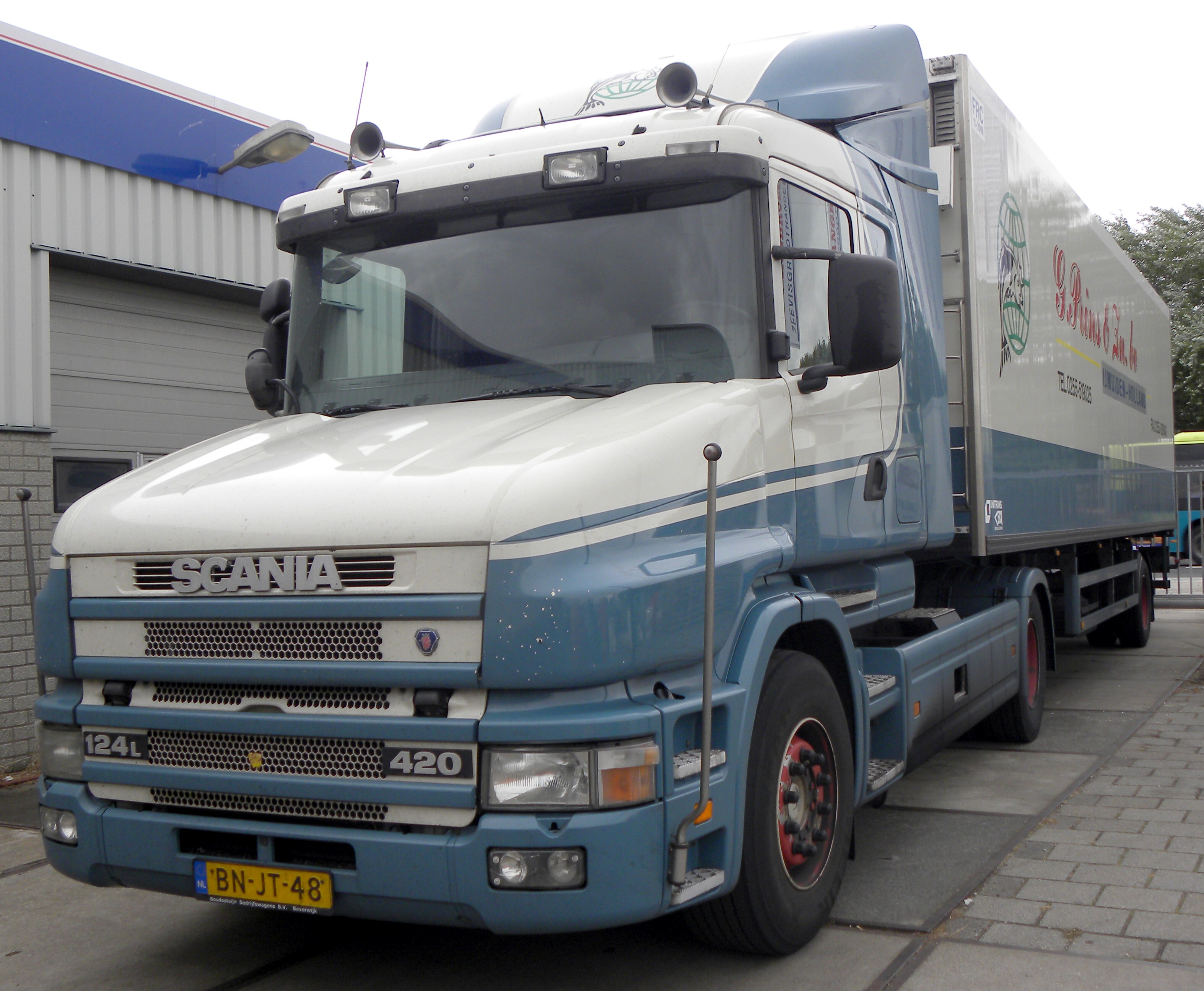
Scania 124L 420 trekker met oplegger in IJmuiden
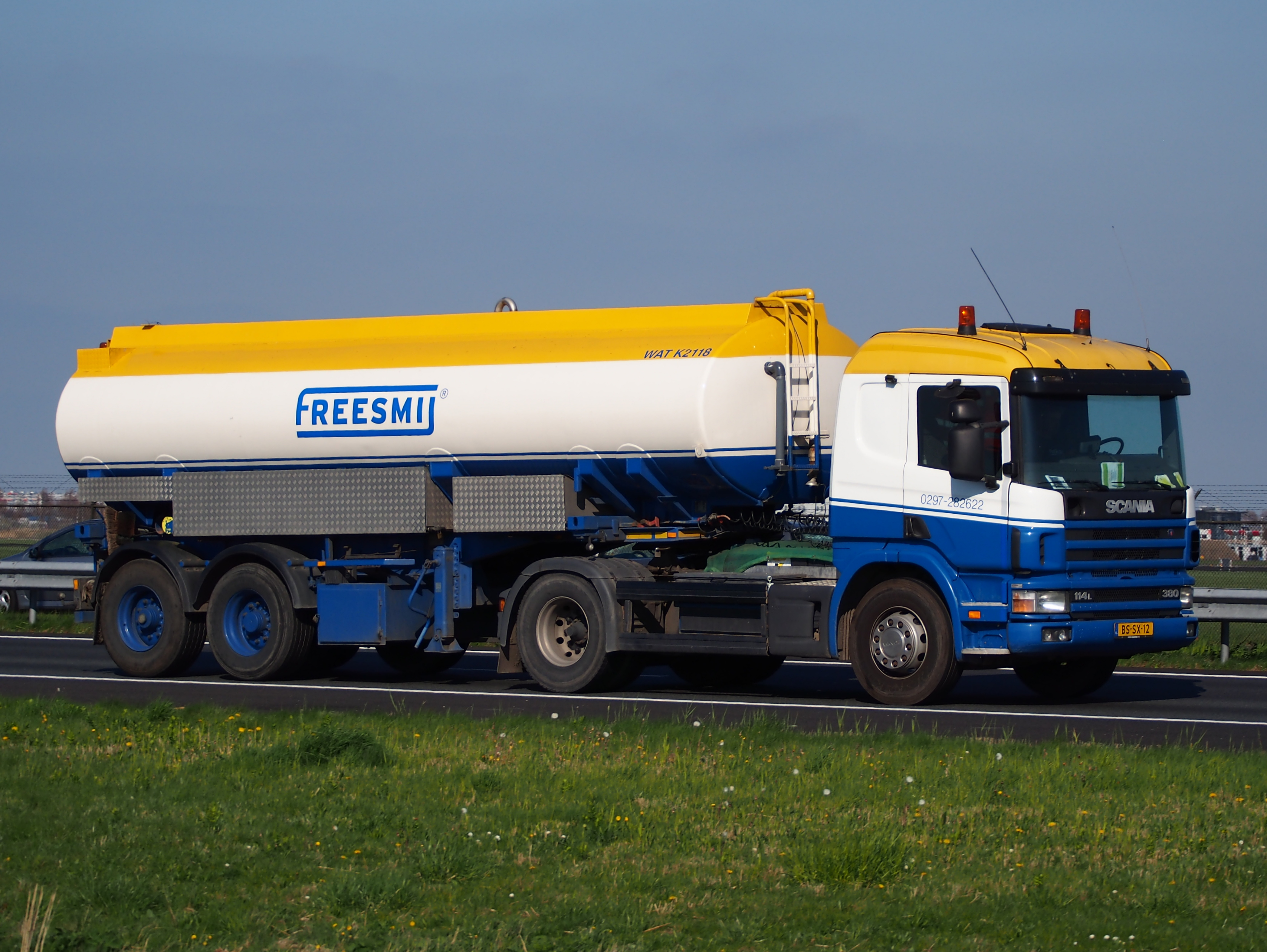
Scania 114L 380 trekker met tankoplegger
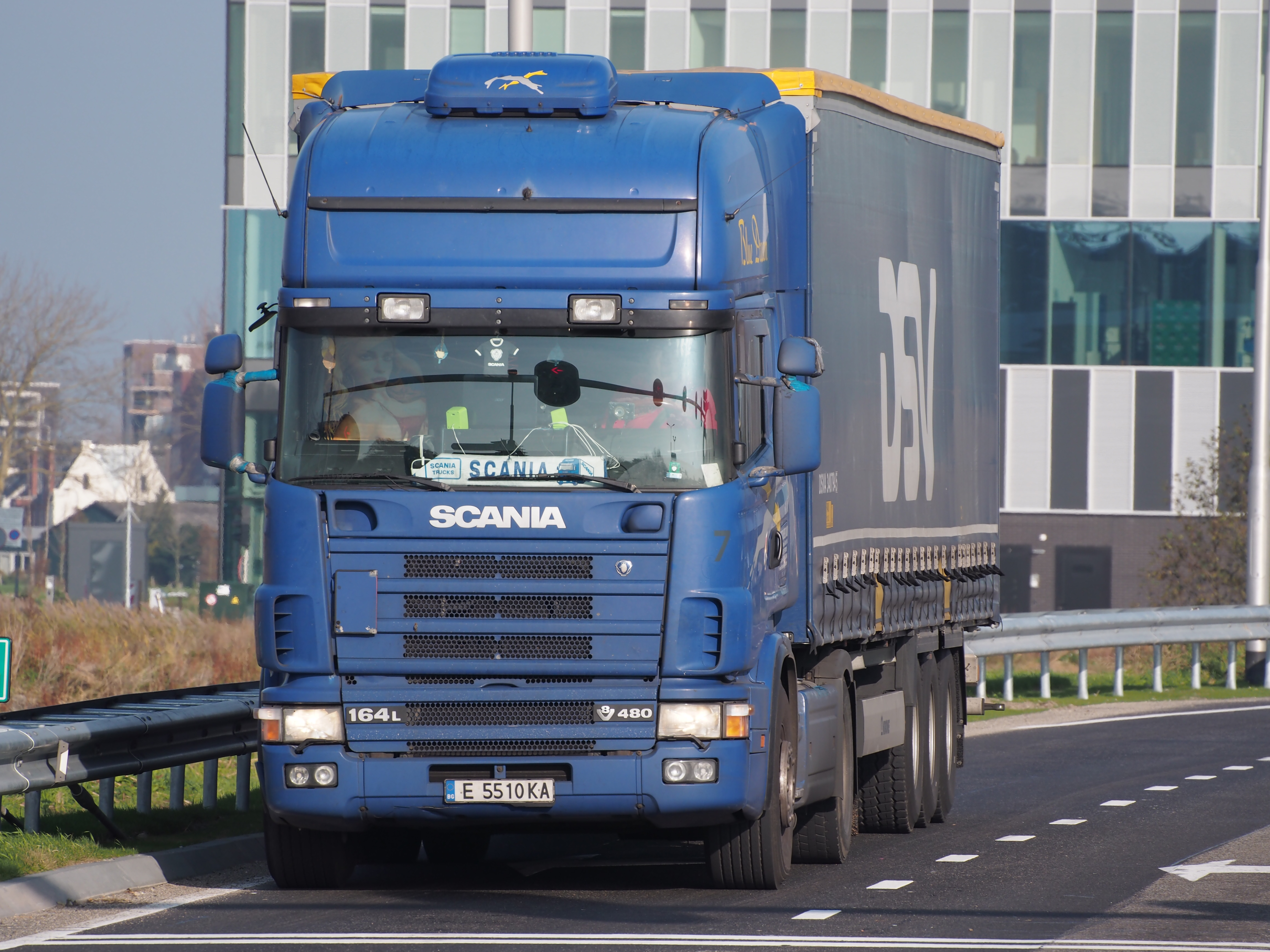
Scania 164L 480 V8 trekker met oplegger nabij Leiden
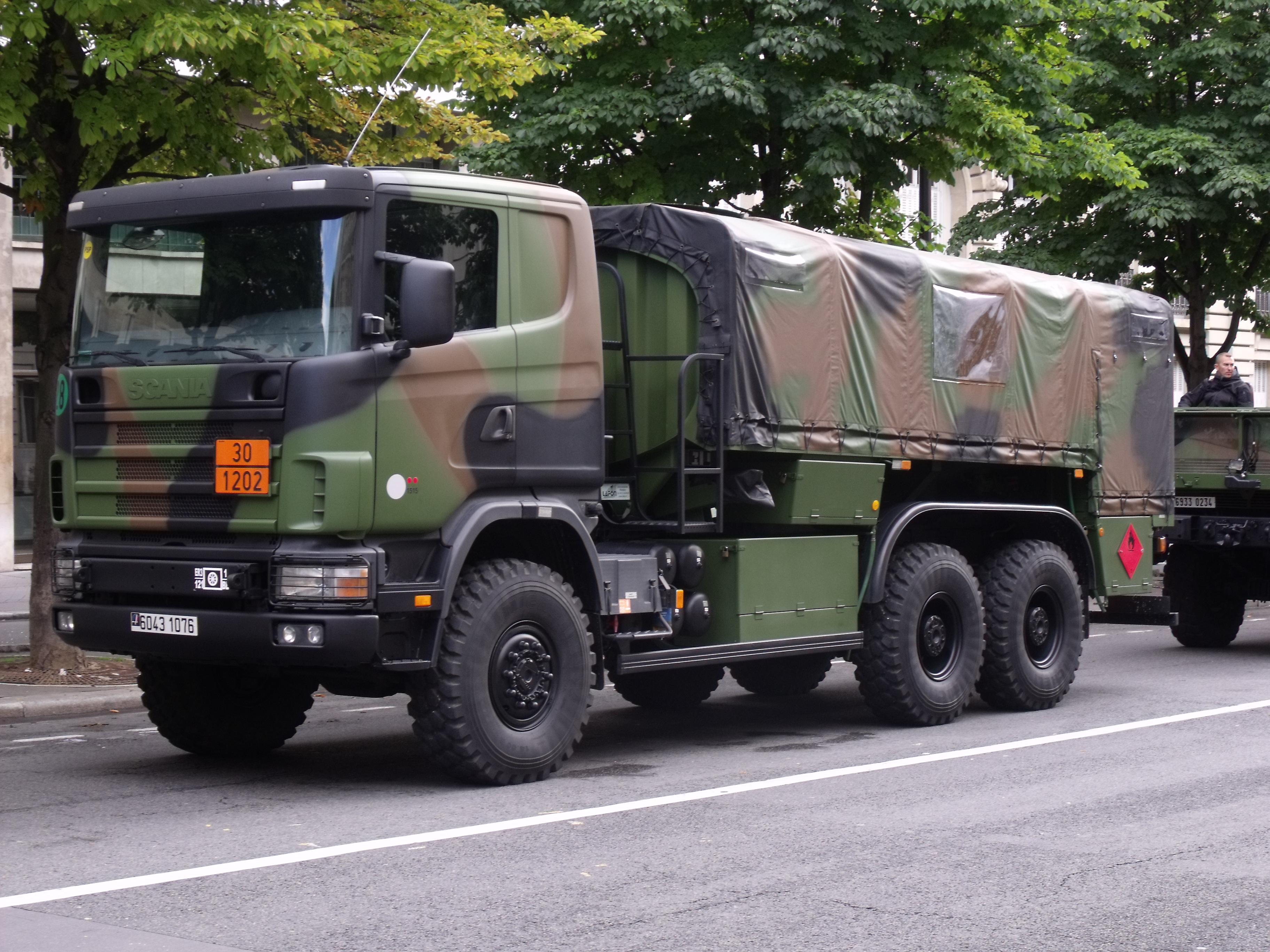
Scania CCP10 van de Franse krijgsmacht, afgeleid van Scania R114CB 6×6 HZ340